# Danny Holla
Danny Holla (Almere, 31 december 1987) is een voormalige Nederlands voetballer die als middenvelder speelde.

## Clubcarrière
Holla doorliep de jeugdopleiding van FC Groningen en voegde zich in 2005 bij het eerste elftal. Hij maakte op 20 september 2006 zijn debuut voor het eerste elftal in het bekerduel met TOP Oss. In het seizoen 2007/08 werd Holla verhuurd aan FC Zwolle om meer speeltijd en ervaring op te doen. Eind januari werd Holla echter alweer teruggehaald naar FC Groningen om het vertrek van Rasmus Lindgren op te vangen. In zijn eerste volledige seizoen in de selectie van het eerste elftal van FC Groningen wist Holla een basisplaats te veroveren. Hij scoorde vijfmaal; zijn doelpunten waren vaak het resultaat van een langeafstandsschot. In 2009 kwam Holla extra onder de aandacht in de media door in een thuiswedstrijd, in een uitverkochte Euroborg, een doelpunt te maken tegen Ajax. Door dit doelpunt won Groningen het duel met 1–0.
Op 17 januari 2012 werd bekend dat Holla het seizoen 2011/2012 af zou maken bij VVV-Venlo. Op 16 juni 2012 tekende Holla een contract voor twee seizoenen bij ADO Den Haag. Hij werd overgenomen van Groningen, waar hij nog een contract had voor een jaar. De transfersom werd niet bekendgemaakt. Bij ADO speelde Holla twee seizoenen als basiskracht. Op 17 augustus 2014 vertrok hij transfervrij naar het Brighton & Hove Albion FC, op dat moment actief in de Football League Championship. Hij tekende voor drie seizoenen.
Holla keerde op 8 augustus 2016 op amateurbasis terug bij PEC Zwolle. Zijn verbintenis werd in januari 2017 omgezet in een profcontract tot het einde van het seizoen. Zijn optreden bij de Zwolse ploeg bleef echter beperkt tot één seizoen. In de zomer van 2017 stapte hij over naar provinciegenoot FC Twente. Holla tekende op 19 mei 2017 een contract voor drie jaar. Na de degradatie in het seizoen 2017/18 maakte Holla gebruik van de degradatieclausule in zijn contract en liet dit ontbinden. In 2018 speelde Holla voor FC Den Bosch. In september 2020 vertrok hij naar het Maltese Sliema Wanderers. In 2023 maakte hij bekend een punt te zetten achter zijn spelersloopbaan.

### Carrièrestatistieken
| Seizoen         | Club             | Competitie      | Competitie | Competitie | Beker | Beker | Internationaal | Internationaal | Overig | Overig | Totaal | Totaal |
| Seizoen         | Club             | Competitie      | Wed.       | Dlp.       | Wed.  | Dlp.  | Wed.           | Dlp.           | Wed.   | Dlp.   | Wed.   | Dlp.   |
| --------------- | ---------------- | --------------- | ---------- | ---------- | ----- | ----- | -------------- | -------------- | ------ | ------ | ------ | ------ |
| 2005/06         | FC Groningen     | Eredivisie      | 0          | 0          | 0     | 0     | 0              | 0              | 0      | 0      | 0      | 0      |
| 2006/07         | FC Groningen     | Eredivisie      | 6          | 0          | 2     | 0     | 0              | 0              | 2      | 0      | 10     | 0      |
| 2007/08         | FC Groningen     | Eredivisie      | 6          | 0          | 0     | 0     | 0              | 0              | 0      | 0      | 6      | 0      |
| 2007/08         | → FC Zwolle      | Eerste divisie  | 23         | 8          | 2     | 0     | 0              | 0              | 0      | 0      | 25     | 8      |
| 2008/09         | FC Groningen     | Eredivisie      | 30         | 5          | 3     | 1     | 4              | 1              | 0      | 0      | 37     | 7      |
| 2009/10         | FC Groningen     | Eredivisie      | 22         | 2          | 2     | 0     | 0              | 0              | 0      | 0      | 24     | 2      |
| 2010/11         | FC Groningen     | Eredivisie      | 20         | 2          | 3     | 0     | 2              | 0              | 0      | 0      | 25     | 2      |
| 2011/12         | FC Groningen     | Eredivisie      | 13         | 0          | 1     | 0     | 0              | 0              | 0      | 0      | 14     | 0      |
| 2011/12         | → VVV-Venlo      | Eredivisie      | 16         | 2          | 0     | 0     | 0              | 0              | 4      | 4      | 20     | 6      |
| 2012/13         | ADO Den Haag     | Eredivisie      | 28         | 11         | 1     | 0     | 0              | 0              | 0      | 0      | 29     | 11     |
| 2013/14         | ADO Den Haag     | Eredivisie      | 26         | 3          | 2     | 0     | 0              | 0              | 0      | 0      | 28     | 3      |
| 2014/15         | Brighton & Hove  | Championship    | 24         | 1          | 3     | 0     | 0              | 0              | 0      | 0      | 27     | 1      |
| 2015/16         | Brighton & Hove  | Championship    | 1          | 0          | 3     | 0     | 0              | 0              | 0      | 0      | 4      | 0      |
| 2016/17         | Brighton & Hove  | Championship    | 0          | 0          | 2     | 0     | 0              | 0              | 0      | 0      | 2      | 0      |
| 2016/17         | PEC Zwolle       | Eredivisie      | 25         | 3          | 3     | 0     | 0              | 0              | 0      | 0      | 28     | 3      |
| 2017/18         | FC Twente        | Eredivisie      | 25         | 2          | 2     | 0     | 0              | 0              | 0      | 0      | 27     | 2      |
| 2018/19         | FC Den Bosch     | Eerste divisie  | 25         | 2          | 1     | 0     | 0              | 0              | 2      | 0      | 28     | 2      |
| 2020/21         | Sliema Wanderers | Premier League  | 12         | 4          | 1     | 0     | 0              | 0              | 0      | 0      | 13     | 4      |
| 2021/22         | Sliema Wanderers | Premier League  | 20         | 1          | 1     | 0     | 0              | 0              | 0      | 0      | 21     | 1      |
| Carrière totaal | Carrière totaal  | Carrière totaal | 322        | 46         | 32    | 1     | 6              | 1              | 8      | 4      | 368    | 52     |

## Interlandcarrière

### Nederlands Beloftenelftal
Op 5 september 2006 debuteerde Holla in het Nederlands Beloftenelftal in een vriendschappelijke wedstrijd tegen Indonesië –23 (3–1).
| Interlands van Danny Holla  | Interlands van Danny Holla  | Interlands van Danny Holla  | Interlands van Danny Holla  | Interlands van Danny Holla  | Interlands van Danny Holla  |
| №                           | Datum                       | Wedstrijd                   | Uitslag                     | Soort Wedstrijd             | Doelpunten                  |
| Als speler bij FC Groningen | Als speler bij FC Groningen | Als speler bij FC Groningen | Als speler bij FC Groningen | Als speler bij FC Groningen | Als speler bij FC Groningen |
| --------------------------- | --------------------------- | --------------------------- | --------------------------- | --------------------------- | --------------------------- |
| 1.                          | 5 september 2006            | Nederland – Indonesië       | 3 – 1                       | Vriendschappelijk           | 0                           |